# Cyrtogaster fluitantis
Cyrtogaster fluitantis is een vliesvleugelig insect uit de familie Pteromalidae. De wetenschappelijke naam is voor het eerst geldig gepubliceerd in 1972 door De Santis.